# أرتيم زيمين
أرتيم زيمين (بالروسية: Зимин, Артём Русланович)‏ هو لاعب كرة قدم بيلاروسي في مركز الوسط، ولد في 24 مارس 2003 في مينسك في بيلاروس. لعب مع FC Isloch Minsk Raion ‏.

## وصلات خارجية
- أرتيم زيمين على موقع Soccerway.com (الإنجليزية)